# Hot Pants
Hot Pants er en af flere grupper, der inkluderede den franske latin-folkesanger Manu Chao og hans fætter, trommeslageren Santiago Casiriego. Som al Manu Chaos musik havde gruppen mange indflydelseskilder, herunder The Clash, som gav gruppen sin rock-lyd. Gruppen sang på engelsk og spansk. Gruppen udgav et demobånd i 1984 ved navn "Mala Vida", og i 1985 udgav de en single med "So many nites" og "Lover Alone" som B-side. De udgav et helt album ved navn Loco Mosquito i 1986, der blev genudgivet i 2000.
Gruppens medlemmer var:
- Manu Chao : guitar/sang
- Pascal Borgne : guitar
- Jean-Marc : basguitar
- Santi : trommer